# Новий Мокрець
Новий Мокрець — (біл. вёска Новы Макрэц), село (веска) в складі Брагінського району розташоване в Гомельській області Білорусі. Село підпорядковане Малейківській сільській раді і в ньому мешкає 31 особа (станом на 2004 рік).
Село Новий Мокрець розташоване на південному сході Білорусі, у південній частині Гомельської області, неподалік від районного центру Брагіна (за 9 кілометрів східніше).